# Rolls-Royce Phantom I
Pour les articles homonymes, voir Rolls-Royce Phantom.
 (juillet 2020).
Si vous disposez d'ouvrages ou d'articles de référence ou si vous connaissez des sites web de qualité traitant du thème abordé ici, merci de compléter l'article en donnant les références utiles à sa vérifiabilité et en les liant à la section « Notes et références ».
La Rolls-Royce new Phantom appelée ensuite   Phantom I (Fantôme I) est un modèle d'automobile de la marque Rolls-Royce, conçu par Henri Royce et commercialisé de 1925 à 1931.

## Historique

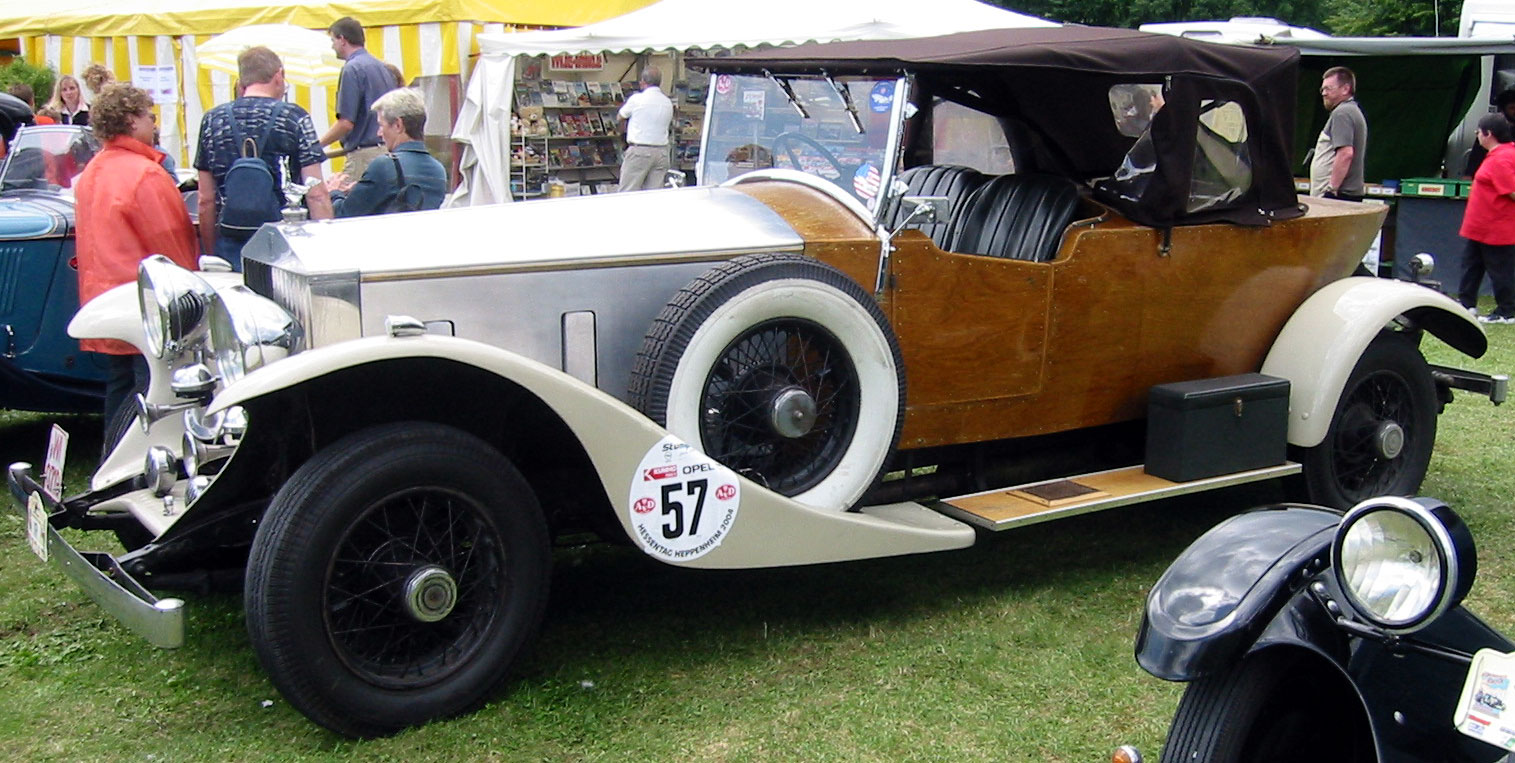
Rolls-Royce Phantom I avec habitacle en bois.

La nouvelle Phantom 40/50 HP, ultérieurement baptisée Phantom I a remplacé la Rolls-Royce Silver Ghost en 1925 au Royaume-Uni et en 1926 aux États-Unis. Elle est fabriquée au Royaume-Uni et aux États-Unis. Sa production aux États-Unis s'arrêtera deux ans après celle du Royaume-Uni.
Elle est remarquable par son incroyable silence mécanique dû à son moteur de six cylindres à soupapes en tête avec poussoirs de soupapes, et l'absence totale de vibrations. Le nouveau moteur a été construit en trois blocs de deux cylindres avec culasses amovibles et délivre 95 chevaux (70 kW) pour déplacer la voiture assez lourde. Le moteur a une taille de 107,9 mm x 139,7 mm avec 7 668 cm3 de cylindrée. La voiture a une vitesse de pointe de 145 km/h. À partir de 1928, les culasses en fonte sont remplacées par l'aluminium. Les essais du modèle ont été entièrement réalisés à Châteauroux en France où Rolls-Royce possédait un centre d'essai secret. Les quatre roues étaient reliées à quatre servo-freins à tambour. Sur quelques modèles américains, il n'y a pas de freins avant.
L'empattement des versions britanniques et américaines diffère :
- La version britannique a un empattement de 3 823 mm.
- La version américaine a un empattement de 3 721 mm.

La version britannique est équipée d'une boîte de vitesses à quatre rapports tandis que le modèle américain est équipé d'une boîte à trois rapports. Moteur et transmission sont associés à un disque unique d'embrayage à sec.

## Carrosserie
Seuls le châssis et la partie mécanique sont fabriqués par Rolls-Royce. La carrosserie était mise en place par quelques-uns des plus célèbres carrossiers de l'époque comme Park Ward, Thrupp & Maberly, Mulliner ou Hooper.

## Production
Au Royaume-Uni, 2269 exemplaires ont été produits de 1925 à 1929. Aux États-Unis, 1243 exemplaires ont été produits de 1926 à 1931. Son successeur est la Rolls-Royce Phantom II uniquement en Grande-Bretagne.

## Galerie

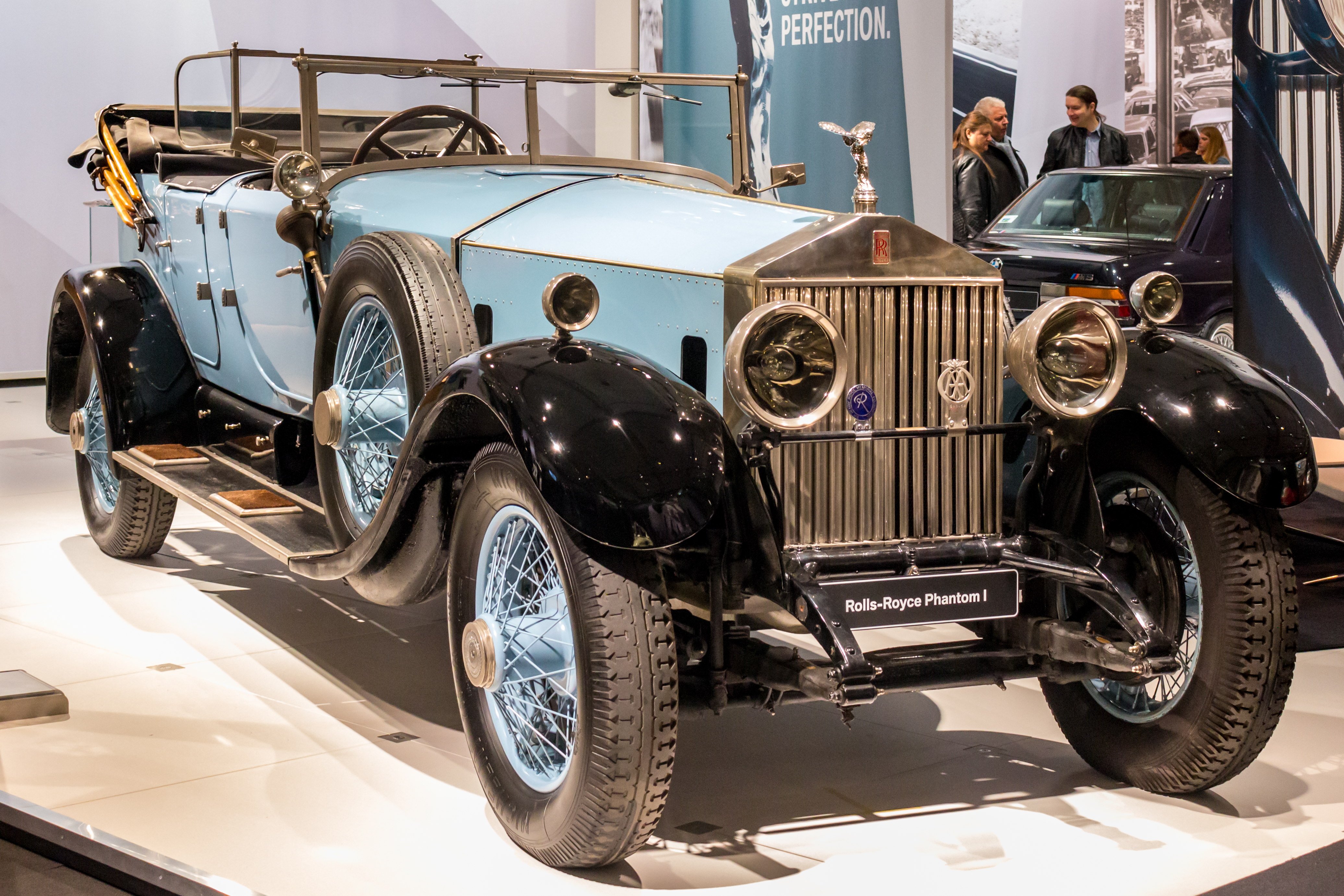
Rolls-Royce Phantom I Open Tourer par Windover Coachwork (1926).
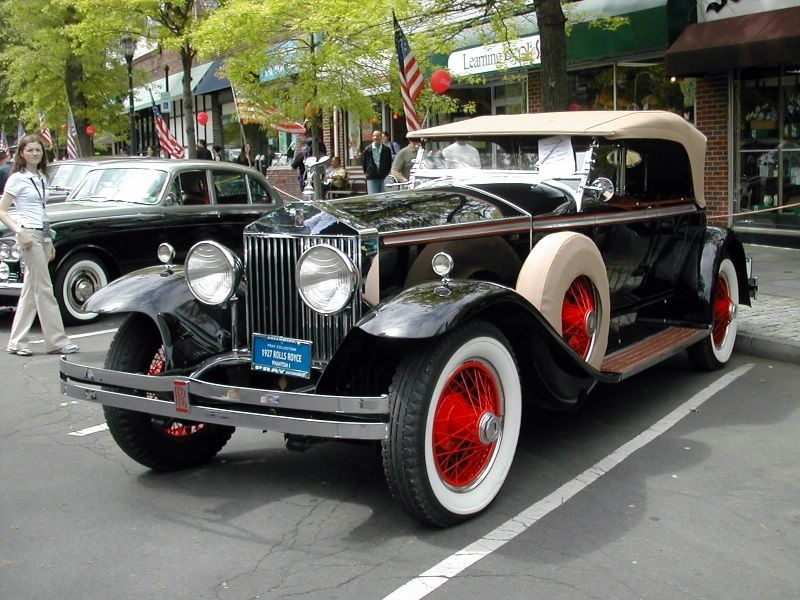
Rolls-Royce Phantom I (1927).
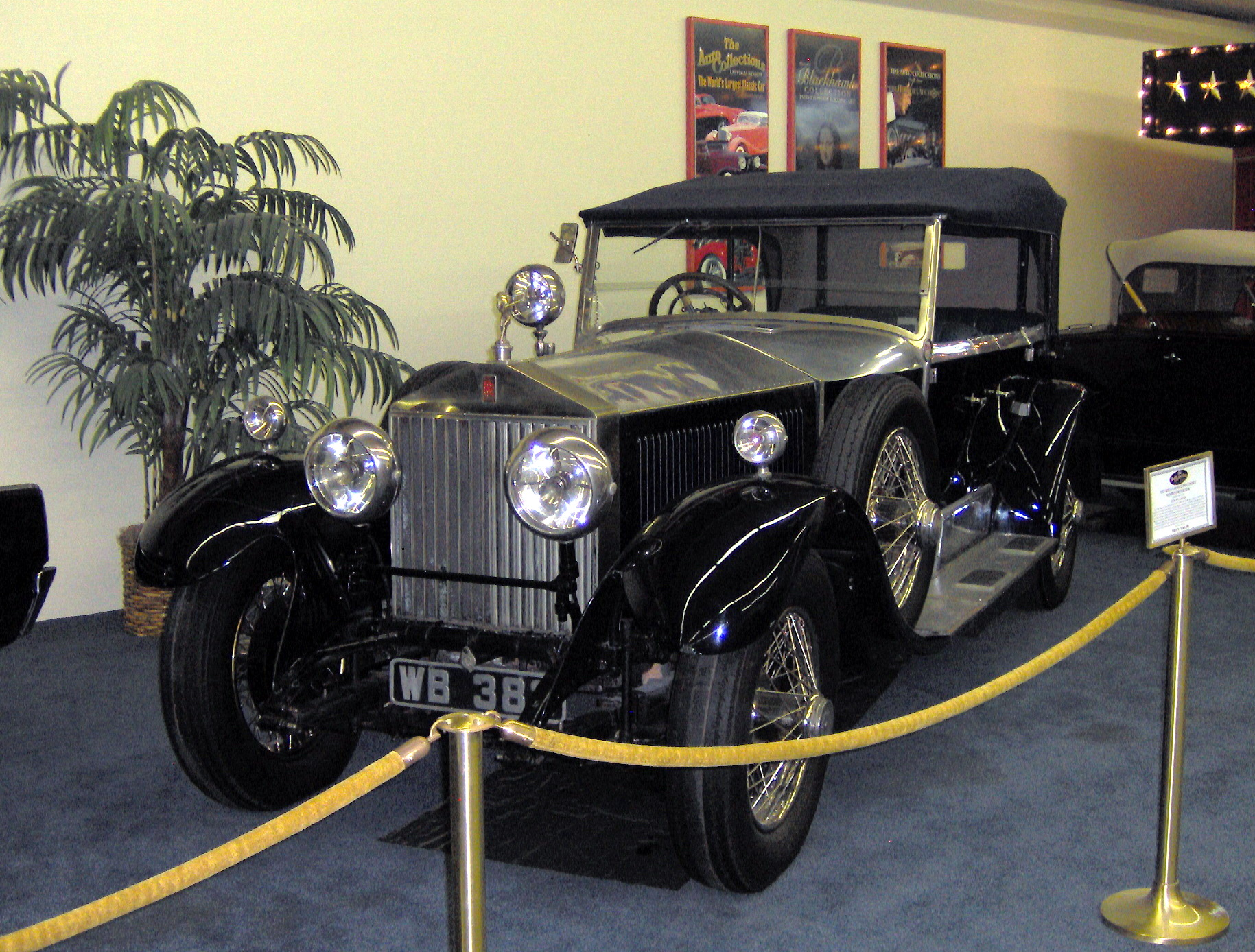
Rolls-Royce Phantom I Windover Tourer (1927).
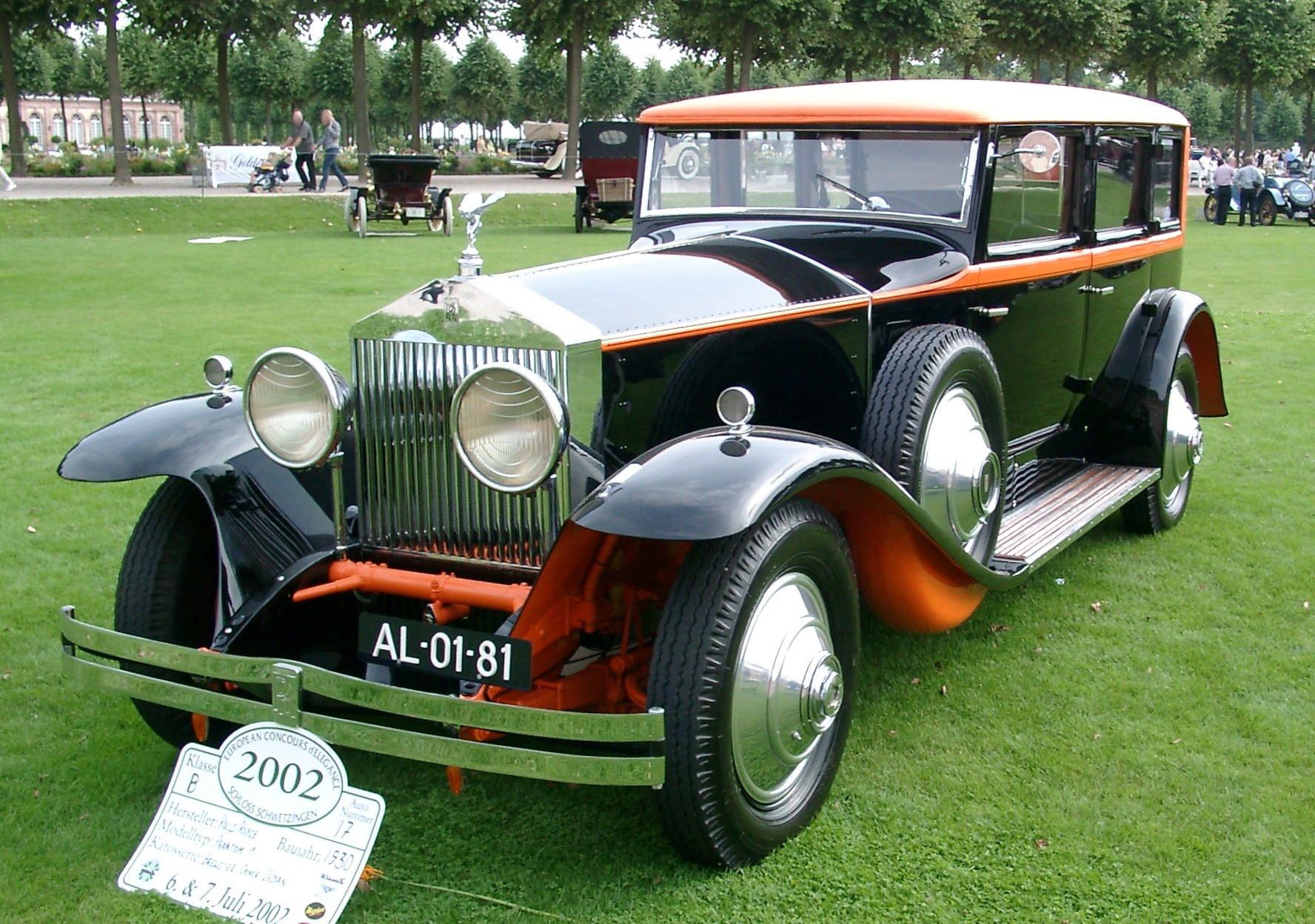
Rolls-Royce Phantom I.
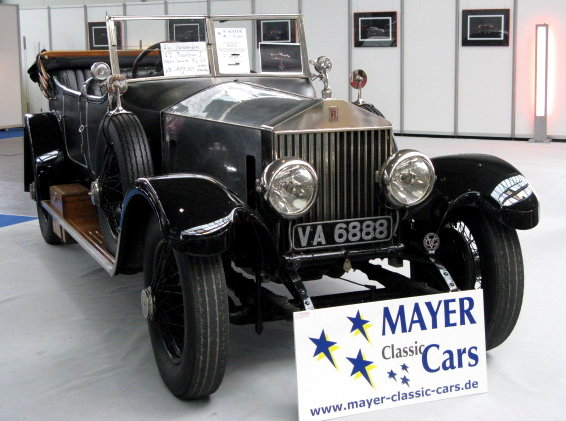
Rolls Royce Phantom I (1927).
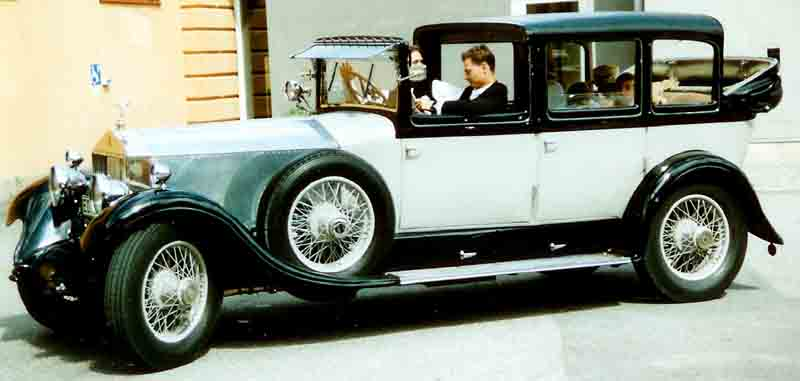
Rolls-Royce New Phantom Landaulette De Ville (1927).